# Laura Potocka
Laura z Potockich Tarnowska (ur. 1786, zm. 1868 w Warszawie) – polska rysowniczka amatorka oraz kompozytorka.

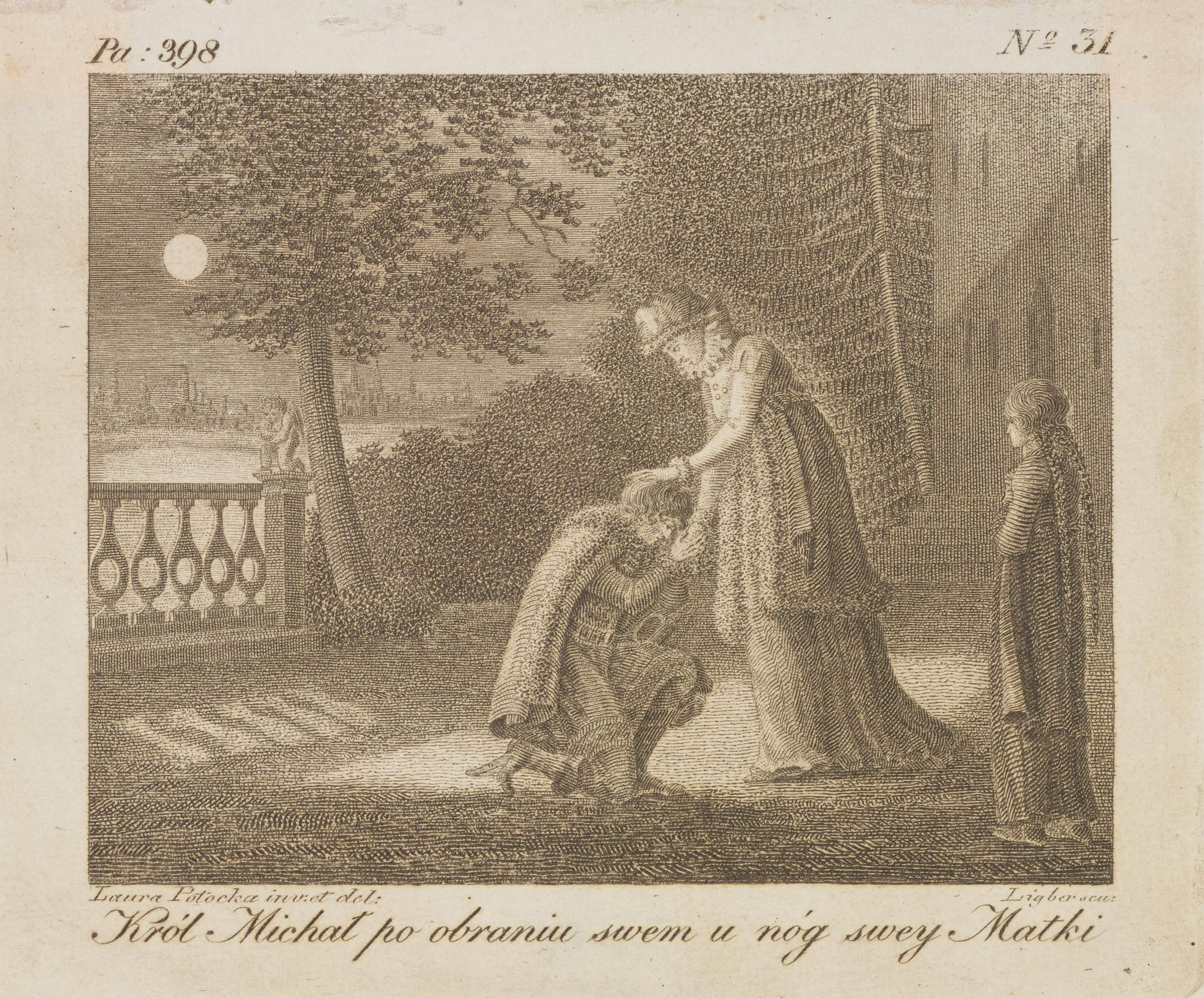
Laura Potocka, Król Michał po obraniu swem u nóg swej matki, przed 1814, ilustracja do Śpiewów historycznych Niemcewicza, Biblioteka Narodowa

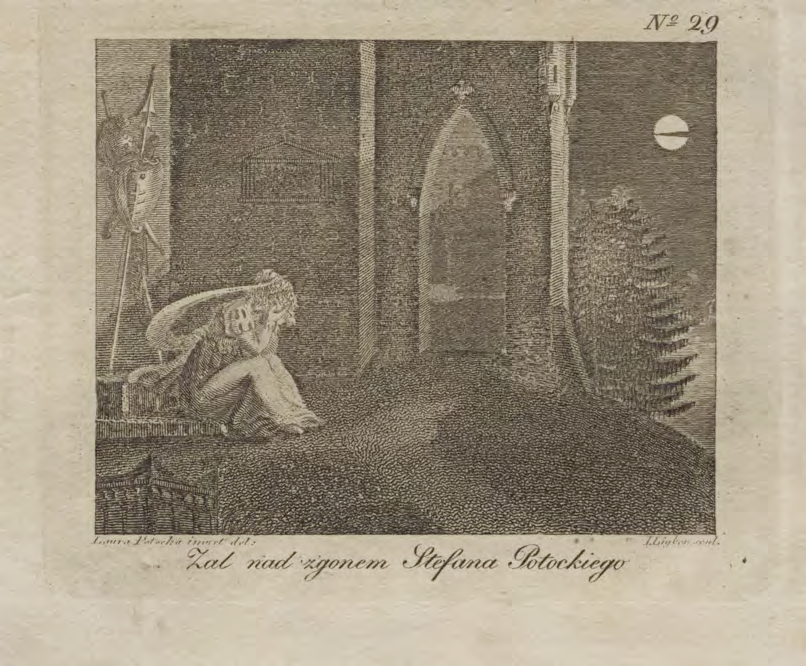
Laura Potocka, Żal nad zgonem Stefana Potockiego, przed 1814, ilustracja do Śpiewów historycznych Niemcewicza, Wojewódzka Biblioteka Publiczna w Opolu

## Życiorys
Jedyna córka Jana Nepomucena Eryka Potockiego i Ludwiki d’Aloy. Matka opuściła rodzinę w 1793 r., kiedy Laura miała 6 lat; osiedliła się pod Londynem. Do 1803 r. kształciła się w Wiedniu, jednak nie jest znany obszar jej studiów. Pod koniec tegoż roku przebywała już wraz z ojcem w Klementowicach koło Puław, u stryja Ignacego Potockiego. Tam zaprzyjaźniła się z towarzystwem związanym z Puławami, m.in. rodzeństwem Cecylią i Leonem Dembowskimi. W tym czasie o jej rękę zabiegał generał Michał Grabowski. W 1819 poślubiła Stanisława Tarnowskiego, zwanego „Egipcjaninem”, zmarłego w 1833.

## Twórczość
Współtworzyła Śpiewy historyczne Jana Ursyna Niemcewicza – skomponowała melodię do utworu Władysław Łokietek i narysowała cztery ilustracje do tego dzieła (pierwsze wydanie Warszawa 1816, drugie 1818, trzecie 1819). Ilustracje są zaginione, jednak powielił je, w formie miedziorytów, niemiecki malarz, rysownik i rytownik Johann Gottfried Abraham Frenzel (1782–1855) oraz Jan Ligber. Poza omówioną twórczością tworzyła m.in. karykatury swoich znajomych oraz rysunki. Większość zachowanych dzieł Laury Potockiej jest przechowywanych w zbiorach Muzeum Narodowego w Warszawie.